# Julien Le Guet
Julien Le Guet, né à Beauvais en 1976, est un batelier dans le marais poitevin et militant écologiste, porte-parole du mouvement Bassines non merci et figure du mouvement d'opposition aux retenues d'eau dans le marais poitevin.

## Biographie
Julien Le Guet naît en 1976 à Beauvais, dans une famille d'instituteurs de Picardie. Son père est adjoint au maire communiste à Méru dans l'Oise. À l'âge de cinq ans, il visite le marais poitevin pour la première fois, marais où s'établiront par la suite ses parents. À 14 ans, il devient batelier dans le marais, qu'il fait visiter en barque aux touristes. 

### Engagement écologique
Il part étudier la biologie à l'université d'Amiens. Après avoir obtenu sa licence, Julien Le Guet revient à 23 ans dans les Deux-Sèvres. Objecteur de conscience au Parc naturel régional du Marais poitevin où il est affecté à la mise en place de projet pédagogique, il accompagne l'équipe chargée de mettre en place une zone Natura 2000 . Néanmoins, face au poids des « lobbies agricoles, notamment celui de la FNSEA », il décide de revenir au militantisme de terrain, tout en exerçant en tant que batelier. Il crée avec ses amis batelier,  L'Evail, une association de protection du marais poitevin, pour protester contre les projets d'aménagement destinés à l'agriculture industrielle ou à l'industrie touristique.
Face aux projets de constructions de réserves de substitution (appelées « bassines » ou « méga-bassines » par leurs opposants), il dénonce l'accaparement de l'eau et l'assèchement des nappes phréatiques. Il crée avec une vingtaine d'organisations et des citoyens du Marais poitevin le collectif Bassines non merci en 2017. Dix-neuf bassines sont alors en projet de construction dans les Deux-Sèvres. En novembre 2017, une première manifestation, une chaîne humaine, rassemble 1 500 personnes à Amuré.
L'opposition aux bassines prend de l'ampleur, avec des manifestations et des opérations de désobéissance civile régulières, et Julien Le Guet devient le porte-parole du mouvement. Il critique ces projets qui menacent la biodiversité du marais poitevin et risquent d'épuiser la ressource en eau au profit des agriculteurs qui cultivent du maïs. 
En 2021, il se présente aux élections départementales dans le canton de Frontenay-Rohan-Rohan, aux côtés de Virginie Léonard, dans une liste rassemblant plusieurs organisations écologistes, partis et collectifs citoyens. Les deux arrivent en troisième position avec 19,15% des voix au premier tour. 
Le 27 octobre 2021, il est placé en garde à vue à la suite d'une manifestation en septembre à la bassine de Mauzé-sur-le-Mignon, en raison des propos tenus lors de la manifestation "Si l'Etat et les porteurs de projet venaient à s'enférer dans ce passage en force, la règle pourrait être à présent : Pour Une bassine construite, trois bassines détruites ( des truites?)". Son domicile est également perquisitionné par la gendarmerie. Cette garde à vue suscite des critiques des organisations écologistes et syndicales, qui dénoncent une tentative d'intimidation des militants.
En mars 2022, une caméra de surveillance est découverte devant le domicile de son père, où avaient eu lieu quelques réunions du collectif ; Julien Le Guet estime qu'il s'agit probablement de la cellule Déméter qui cherche à espionner les militants anti-bassines. La préfecture reconnaît par la suite que le dispositif a été placée par les forces de police. La caméra est ensuite déplacée devant un terrier de loutre,.  Son neveu, également militant anti-bassine, est victime en novembre 2022 d'une agression physique visant, selon Les Soulèvements de la Terre, à l'intimider dans son combat politique. En janvier 2023, Julien Le Guet retrouve un traceur GPS sous sa voiture, installé par la police pour suivre ses déplacements.
À la suite de la manifestation anti-bassine à Sainte-Soline en octobre 2022, Julien Le Guet et d'autres militants écologistes sont qualifiés d'« éco-terroristes » par le ministre de l'intérieur Gérald Darmanin. Le 17 mars 2023, il est en placé en garde à vue pour sa participation à la manifestation d'octobre. Il est mis sous contrôle judiciaire et interdit de territoire à Sainte-Soline et Mauzé-sur-le-Mignon (jusqu'à son procès le 8 septembre). Cela intervient quelques jours avant une grande manifestation organisée par Bassines non merci à Sainte-Soline. Il affirme être la victime d'un procès politique, ayant pour but de l'empêcher de manifester. Il se rend sur le camp des manifestants installé dans un champ à Vanzay le 24 mars, alors qu'une importante manifestation se déroule pour empêcher la construction de la bassine de Sainte-Soline.

## Filmographie
- Julien, le marais et la libellule, de France 3, 2022 [présentation en ligne]
- De l’eau jaillit le feu, film documentaire de Fabien Mazzocco, mai 2023. 76 minutes. Résumé : Dans le marais poitevin, des milliers de personnes sont aujourd’hui engagées dans une lutte contre un projet de méga-bassines. Comment ce territoire à l’image si paisible est-il devenu l’épicentre d’une véritable guerre de l’eau ?
- Méga-bassines : Julien Le Guet, « l'éco-terroriste » qui défie Darmanin et sa police, Le Média, 23 julliet 2023